# Karl Theodor von Sauer

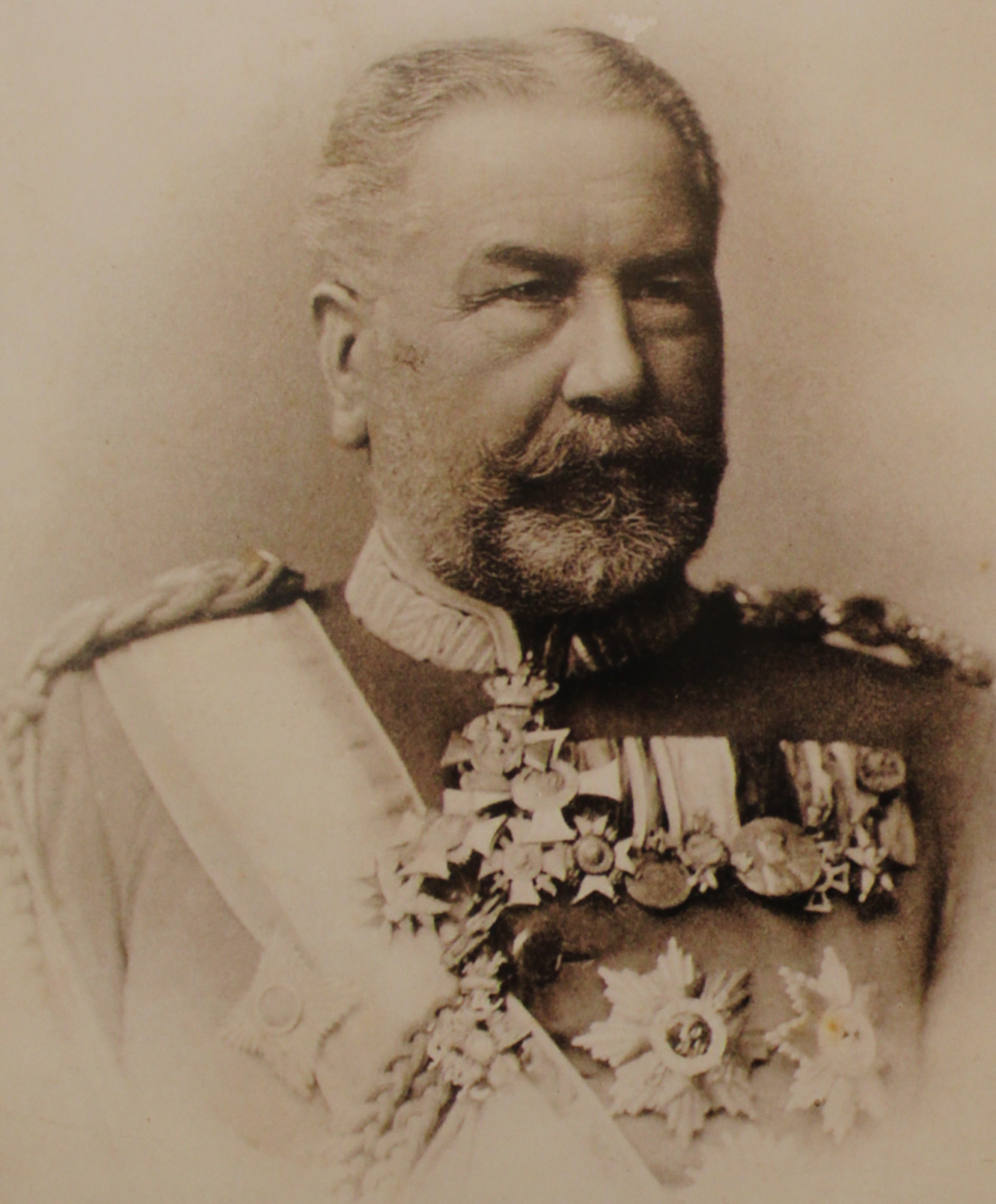
Karl Theodor von Sauer

Karl Theodor von Sauer (* 20. Dezember 1834 in Innsbruck; † 19. Mai 1911 in München) war ein bayerischer General der Artillerie, Kämmerer, 1863 bis 1872 Flügeladjutant von Ludwig II. und zwischen 1887 und 1895 Gouverneur der Landesfestung Ingolstadt.

## Werdegang

### Ausbildung
Aus dem Kadettenkorps kommend trat Sauer nach bestandenem Junkerkursus 1854 als Unterleutnant in das 1. Feldartillerie-Regiment der Bayerischen Armee ein. Ab 1859 war er als Lehrer für Waffenkunde an der neuerrichteten Kriegsschule in München tätig. 

### Im Dienst des Herrscherhauses
1863 wurde Karl Theodor von Sauer Ordonnanzoffizier von König Maximilian. Nach dessen Tod diente er bis 1873 als Flügeladjutant für dessen Nachfolger, König Ludwig II. Dabei wich er dem König nicht von der Seite,  war sein persönlicher Begleiter und Assistent. In dieser engen Vertrauensstellung war Sauer auch für das persönliche Wohl verantwortlich und zu absoluter Verschwiegenheit verpflichtet. "Fast zehn Jahre lebte er mit ihm und er war derjenige, der intimste Einblicke in seine Gefühle, seine Nöte und seine Sehnsüchte hatte. [...] Er schrieb oft minutiöse und tagebuchartige Briefe an seine Frau, oft täglich und oft viele Seiten lang." Die Briefe gelten seit ihrer Veröffentlichung als wichtige Quelle für das Leben des jungen Königs. "Dieser erst vor wenigen Jahren [2021] entdeckte Schatz erlaubt nun neue und tiefe Einblicke in das engste Umfeld des Königs.

### Weitere Militärkarriere
Ab 1876 kommandierte Karl Theodor von Sauer das 2. Fußartillerie-Regiment. 1882 wurde er Generalmajor und Kommandant der Festung Germersheim. 1887 übernahm er die Geschäfte des Festungsgouverneurs von Ingolstadt und im Folgejahr wurde er offiziell zum Generalleutnant und Gouverneur der Landesfestung Ingolstadt ernannt. In dieser Stellung erhielt er am 20. Dezember 1893 den Charakter als General der Artillerie. In Genehmigung seines Abschiedgesuches wurde Sauer am 11. April 1895 mit Pension zur Disposition gestellt. Anlässlich seiner Verabschiedung erhielt er das Großkreuz des Militärverdienstordens.

### Ehrungen
Am 28. Februar 1895 wurde Sauer zum Ehrenbürger von Ingolstadt und 1898 zum Ehrenbürger von Germersheim ernannt. Nach ihm ist die Sauerstraße in Ingolstadt benannt.

## Grabstätte

Familiengrabstätte Karl Theodor von Sauer auf dem Alten Südfriedhof, Alter Teil, Areal 26

Beigesetzt wurde Sauer auf dem Alten Südfriedhof in München, im Areal 26. Dort ist auch seine Gattin Klara, geborene Augustin (* 20. Mai 1837 † 24. April 1893), beerdigt.

### Publikationen
- Carl Theodor von Sauer: Grundriss der Waffenlehre. Riedel, München 1873.
- Carl Theodor von Sauer: Neue Kriegswaffen: Supplement zu des Verfassers Grundriss der Waffenlehre. Riedel, München 1878.
- Carl Theodor von Sauer: Über Angriff und Vertheidigung fester Plätze. Wilhelmi, Berlin 1885.
- Carl Theodor von Sauer: Die Namenspatrone der Ingolstädter Festungswerke. Ingolstadt 1888.